# محكمة الشريعة الفيدرالية
محكمة الشريعة الفيدرالية، هي محكمة دستورية في باكستان، لديها السلطة لفحص وتحديد ما إذا كانت قوانين البلاد تتوافق مع الشريعة الإسلامية. تأسست المحكمة عام 1980 ومقرها العاصمة الاتحادية إسلام آباد.

## أشهر قضايا المحكمة
في مارس 1981 حكمت المحكمة بعدم تطبيق حد الرجم لتهمة الزنا، سبب هذا الحكم الكثير من الجدل، وبعدها استبدل الرئيس محمد ضياء الحق العديد من أعضاء المحكمة، وتم إلغاء الحكم المذكور أعلاه.
وفي عام 1982 قضت المحكمة بأنه لا مانع في القرآن أو الحديث يحول دون تولية المرأة منصب القضاء، وأنه لا يجود أي تقييد لقصر الفصل في المنازعات على الرجال فقط. في عام 2013 أصبحت أشراف جيهان أول قاضية في محكمة الشريعة الفيدرالية.
في فبراير 2017 أصدرت المحكمة حكمها بشأن أطفال الأنابيب، وأجازتها بشرط أن تقتصر على الأزواج الذين يعانون من بعض المضاعفات الطبية.

## رئيس القضاة والقضاة
| م | اسم                | تعيين               | تاريخ التعيين | تاريخ التقاعد | المنصب السابق              |
| - | ------------------ | ------------------- | ------------- | ------------- | -------------------------- |
| 1 | محمد نور مسكانزاي  | رئيس المحكمة العليا | 15.05.2019    |               | المحكمة العليا في بلوشستان |
| 2 | سيد محمد فاروق شاه | قاضي أول            | 09.02.2018    |               | المحكمة العليا في السند    |
| 3 | شوكت علي رخشاني    | قاضي                | 09.02.2018    |               |                            |
| 4 | سيد محمد أنور      | قاضي شرعي           | 21.05.2020    |               |                            |

## روابط خارجية
- الموقع الرسمي
- محكمة الشريعة الاتحادية الباكستانية على موقع worldcat.org نسخة محفوظة 18 نوفمبر 2022 على موقع واي باك مشين.